# Weiwei yixiao hen qingcheng
Weiwei yixiao hen qingcheng (微微一笑很倾城S, Wéiwéi yīxiào hěn qīngchéngP; titolo internazionale Love O2O) è una serie televisiva cinese trasmessa su Jiangsu TV e Dragon TV dal 22 agosto al 6 settembre 2016.

## Trama
Bei Weiwei è la dea del dipartimento di computer, che eccelle nei suoi studi. Lei aspira a essere uno sviluppatore di giochi online e segue l'ID utente di Luwei Weiwei nel gioco di ruolo online A Chinese Ghost Story. Dopo essere stata lasciata dal marito online Zhenshui Wuxiang, viene avvicinata dal giocatore numero uno Yixiao Naihe, che le suggerisce di sposarsi in modo che entrambi possano partecipare a una competizione di coppia all'interno del gioco. La coppia appena formata ha successo all'istante e ha vissuto molte avventure insieme nel gioco.
Tuttavia, Wei Wei non si sarebbe mai aspettata che la vera identità di suo marito virtuale fosse il suo senior universitario, Xiao Nai, che è descritto come l'elite dell'università sia negli sport che negli accademici. Quando Wei Wei scopre la sua vera identità, si sono già innamorati l'uno dell'altro. Insieme, superano numerosi equivoci e ostacoli che si frappongono alla loro relazione in erba.

## Personaggi
- Bei Weiwei, interpretata da Zheng Shuang
- Xiao Nai, interpretato da Yang Yang